# Martin Dahlin
Martin Dahlin   (Uddevalla, 16 d'abril de 1968) fou un futbolista suec de la dècada de 1990.
Fou 60 cops internacional amb la selecció sueca amb la qual participà en la Copa del Món de Futbol de 1994.
Pel que fa a clubs, defensà els colors de Malmö FF, Borussia Mönchengladbach, AS Roma, Blackburn Rovers i Hamburger SV.